# Jean-Pierre Delumeau
Pour les articles homonymes, voir Delumeau.
Jean-Pierre Delumeau est un historien français né le 23 août 1948.

## Biographie
Spécialiste de l'Italie au Moyen Âge, il est ancien élève de l'École normale supérieure (promotion 1969). Il réalise sa thèse à l'Université Paris I sous la direction de Pierre Toubert, sur Arezzo (thèse soutenue en 1992).
Il est aujourd'hui professeur d'histoire médiévale à l'Université de Rennes 2.
En 1999, il signe pour s'opposer à la guerre en Serbie la pétition « Les Européens veulent la paix », initiée par le collectif Non à la guerre.
Il est le fils de l'historien moderniste Jean Delumeau.

## Publications
- 1996 : Arezzo, espace et société, 715-1230 : Recherches sur Arezzo et son contado du VIIIe au début du XIIIe siècle, École française de Rome (no 219)  (ISBN 2-7283-0342-8, 2-7283-0343-6 et 2-7283-0344-4)
- 1998 : L'Italie au Moyen Age : Ve – XVe siècle, avec Isabelle Heullant-Donat, Hachette, coll. « Carré histoire » (no 47)  (ISBN 2-01-019591-4)